# Super Mario 64
Super Mario 64 (スーパーマリオ64, Sūpā Mario Rokujūyon) é um jogo eletrônico de plataforma desenvolvido e publicado pela Nintendo. Lançado em 1996 para o Nintendo 64, é o primeiro título da série Super Mario a oferecer gráficos tridimensionais (3D). O jogador controla o protagonista Mario, que percorre pelo castelo da Princesa Peach na missão de resgatá-la de Bowser. Super Mario 64 apresenta uma jogabilidade em mundo aberto, com o seu grau de liberdade sendo através de áreas relativamente grandes compostas principalmente por polígonos tridimensionais, em vez de apenas sprites bidimensionais (2D). Ele enfatiza a exploração em vastos mundos, que exigem que o jogador complete várias missões, além das ocasionais pistas de obstáculos lineares (como nos jogos de plataforma tradicionais). Ele preserva muitos dos elementos de jogabilidade e personagens dos jogos anteriores da franquia, bem como o estilo visual.
O produtor, diretor e criador de Mario, Shigeru Miyamoto, concebeu um jogo em 3D do personagem durante a produção de Star Fox (1993). O desenvolvimento de Super Mario 64, realizado pela equipe da Nintendo Entertainment Analysis & Development, durou cerca de três anos; um ano foi dedicado ao design, enquanto os dois anos seguintes em trabalho direto. Os visuais foram criados usando o Nichimen N-World com Miyamoto pretendendo incluir mais detalhes do que nos jogos anteriores. A trilha sonora foi composta por Koji Kondo. Um modo multijogador com Luigi como personagem jogável foi planejado, mas acabou sendo descartado. Juntamente com Pilotwings 64, Super Mario 64 foi um dos jogos de lançamento (launch titles) do Nintendo 64.
Super Mario 64 é aclamado como um dos melhores jogos eletrônicos de todos os tempos e foi o primeiro a receber uma pontuação perfeita da revista Edge. Os revisores elogiaram sua ambição, visual, jogabilidade e música, apesar de criticarem seu sistema de câmeras. É o jogo mais vendido do Nintendo 64, com mais de onze milhões de unidades vendidas até 2003. O jogo deixou uma impressão duradoura no campo de design de jogos em 3D, com um sistema dinâmico de câmeras e controles analógicos de 360 graus, estabelecendo um novo arquétipo para jogos tridimensionais, assim como Super Mario Bros. fez com o gênero de plataforma com rolagem lateral em 2D. Inúmeros desenvolvedores citaram Super Mario 64 como uma influência em seus jogos. Uma recriação, Super Mario 64 DS, foi lançada para o Nintendo DS em 2004, e a versão original foi relançada para o serviço Virtual Console da Nintendo no Wii e no Wii U em 2006 e 2015, respectivamente. Em 2020, foi relançado para Nintendo Switch por meio da coleção Super Mario 3D All-Stars.

## Jogabilidade

Fases como a Whomp's Fortress exigem que o jogador navegue por abismos

Super Mario 64 é um jogo eletrônico de plataforma tridimensional (3D) no qual o jogador controla Mario através de várias fases. Cada fase é um mundo aberto, no qual o jogador é livre para passear em todas as direções e explorar o ambiente sem limites de tempo. Esses mundos estão cheios de inimigos que atacam Mario, bem como criaturas amigáveis que fornecem assistência, informações ou pedem um favor (como no caso dos amigáveis Bob-bombas cor-de-rosa). O jogador reúne estrelas em cada fase, com algumas delas aparecendo apenas após a conclusão de determinadas tarefas, geralmente sugeridas pelo nome da fase. Esses tarefas incluem derrotar um chefe, resolver quebra-cabeças, competir com um oponente e coletar moedas. À medida que mais estrelas são coletadas, mais áreas dos mundos do castelo se tornam acessíveis. O jogador abre as portas do castelo com as chaves obtidas ao derrotar Bowser em fases especiais. Existem muitas minifases ocultas e outros segredos, a maioria contendo estrelas extras necessárias para a conclusão completa do jogo.
Existem três power-ups especiais do boné de Mario que aparecem em certas áreas em muitas fases. A Wing Cap permite que Mario voe; a Metal Cap o torna imune a muitos danos, permite suportar o vento, andar debaixo d'água e não ser afetado por gases nocivos; e a Vanish Cap o torna parcialmente imaterial e permite que ele atravesse alguns obstáculos, como malha de arame, além de conceder invulnerabilidade a algumas formas de dano. Algumas fases contêm canhões que Mario pode acessar falando com um Bob-bomba rosa. Depois de entrar em um canhão, Mario pode ser disparado para alcançar lugares distantes. Quando o jogador tem uma Wing Cap equipada, os canhões podem ser usados para alcançar grandes altitudes ou voar rapidamente na maioria das fases.
As habilidades de Mario em Super Mario 64 são bem mais diversificadas do que as vistas nos jogos anteriores da série. O jogador pode fazer Mario andar, correr, saltar, agachar, rastejar, nadar, escalar, chutar e socar usando o controle de jogo do Nintendo 64 que possui uma alavanca analógica e botões. Saltos especiais podem ser executados combinando um salto regular com outras ações, incluindo saltos duplos e triplos (pulando duas e três vezes seguidas, respectivamente), salto a distância e salto mortal. Existem também manobras especiais, como "escalar" paredes pulando de uma parede para outra em uma rápida sucessão para alcançar áreas que, de outra forma, seriam muito altas. O jogador pode pegar e carregar certos itens, uma habilidade usada para resolver vários quebra-cabeças e nadar debaixo d'água em várias velocidades. A energia vital de Mario diminui lentamente enquanto está submerso, representando quanto tempo ele consegue prender a respiração.

## Enredo e ambientação
Super Mario 64 é ambientado no Castelo da Princesa Peach, que consiste em três andares, um porão, um fosso e um pátio. A área fora do castelo é um local introdutório no qual o jogador pode experimentar mecânicas de jogabilidade, câmera e movimentação. Espalhadas por todo o castelo, há entradas para fases através de paredes e pinturas secretas. Super Mario 64 começa com uma carta da princesa Peach convidando Mario para ir ao seu castelo pois ela havia cozinhado um bolo para ele. Chegando lá, Mario descobre que Bowser invadiu o castelo e aprisionou a princesa e seus servos dentro dele, usando o poder das 120 estrelas. Muitas das pinturas do castelo são portais para outros mundos, nos quais os servos de Bowser vigiam as estrelas. Mario explora esses portais para entrar nos mundos e recuperar as estrelas. Ele ganha acesso a mais salas enquanto recupera mais estrelas e, por fim, atravessa três fases com obstáculos diferentes, cada um levando à uma batalha contra Bowser. Ao derrotar Bowser nas duas primeiras vezes, Mario recebe uma chave para abrir outro andar do castelo. Depois que Mario derrota Bowser na batalha final, Peach é liberada do vitral acima da entrada do castelo. Peach recompensa Mario beijando-o no nariz e cozinhando o bolo que ela havia prometido a ele.

## Desenvolvimento

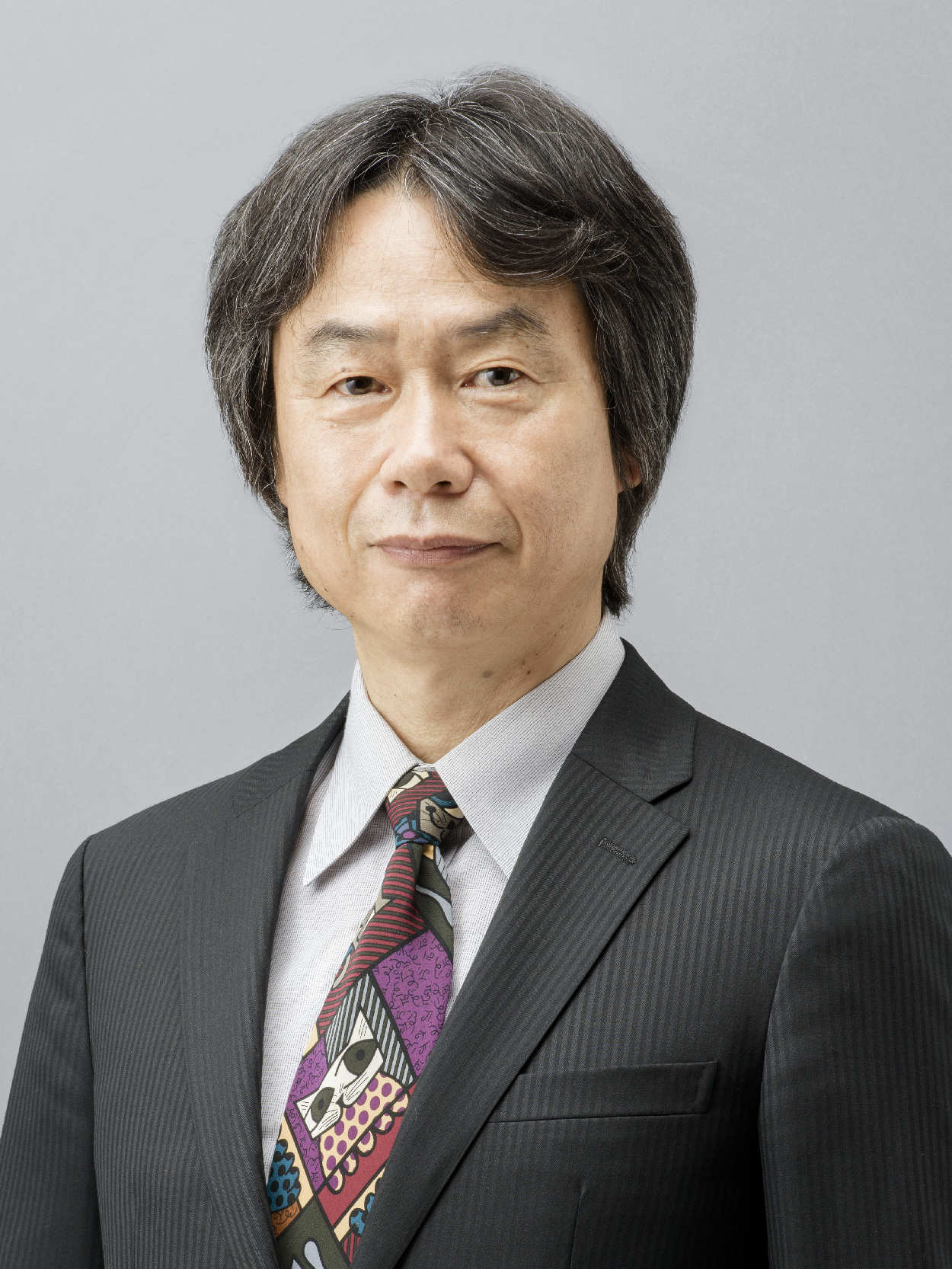
Shigeru Miyamoto, o produtor e diretor de Super Mario 64.

Mais de cinco anos antes do lançamento de Super Mario 64, o produtor e diretor Shigeru Miyamoto concebeu um design tridimensional (3D) de Mario durante o desenvolvimento do jogo Star Fox (1993) de Super Nintendo Entertainment System (SNES), desenvolvido pela Nintendo juntamente com a Argonaut Software. Ele pensou em usar o chip Super FX para desenvolver um jogo para SNES que seria chamado de Super Mario FX, com jogabilidade baseada em "um mundo inteiro em miniatura, como trens em miniatura". Em vez disso, ele finalmente reformulou ideia de um Mario em 3D para o Nintendo 64 — não devido ao poder substancialmente maior do console da próxima geração, mas porque o seu controle possuia mais botões para atender a jogabilidade.
De acordo com o ex-engenheiro da Argonaut, Dylan Cuthbert, nenhum jogo intitulado Super Mario FX entrou em desenvolvimento, mas "Super Mario FX" era o codinome interno do próprio chip. De acordo com o fundador da Argonaut, Jez San, Super Mario 64 foi influenciado por um protótipo de um jogo cancelado da Argonaut, estrelado pelo personagem Yoshi, que mais tarde se tornou o jogo de plataforma Croc: Legend of the Gobbos, de 1997.
O escopo completo de Super Mario 64 durou aproximadamente três anos, com um ano gasto no conceito de design e aproximadamente dois anos no desenvolvimento direto do software do jogo. Segundo Miyamoto, na maioria das vezes havia aproximadamente 15 a 20 pessoas trabalhando no jogo. O desenvolvimento começou com os personagens e o sistema de câmeras. Miyamoto e os outros designers não tinham certeza de qual direção o jogo deveria tomar; meses foram gastos no polimento da visualização e no layout da câmera. O conceito original envolvia o jogo ter um caminho fixo como um jogo do tipo isométrico (semelhante a Super Mario RPG), antes da escolha de escolher um design em 3D não-linear. Embora a maior parte de Super Mario 64 possuir um design livre e não-linear, elementos do conceito original de caminho fixo permaneceram, principalmente nos três encontros com Bowser. Um dos programadores, Giles Goddard, explicou que esses elementos lineares sobreviveram como um meio de forçar os jogadores a entrar no covil do Bowser, em vez de incentivar a exploração.
Os gráficos tridimensionais foram criados usando o kit de ferramentas Nichimen N-World, executando-o em um Silicon Graphics. A equipe amplamente priorizou nas movimentações de Mario, e antes que as fases fossem criadas, eles testaram e refinaram as animações de Mario em uma grade simples. O primeiro cenário de teste para controles e física envolveu Mario interagindo com um coelho dourado, chamado "MIPS", em homenagem aos processadores de arquitetura MIPS do Nintendo 64; o coelho acabou sendo incluído na versão final do jogo. Os desenvolvedores tentaram implementar um modo de jogo multijogador cooperativo com tela dividida usando Mario e Luigi simultaneamente, onde os dois personagens começariam em pontos separados no castelo e trabalhariam juntos durante a jogatina. O modo para dois jogadores foi descartado porque os desenvolvedores não conseguiram fazer com que a jogabilidade funcionasse satisfatoriamente. Para ajudar os jogadores com a percepção de profundidade, a equipe posicionou uma sombra artificial diretamente abaixo de cada objeto, independentemente da iluminação da área. O desenvolvedor Yoshiaki Koizumi descreveu o recurso como uma "necessidade de ferro" que "pode não ser realista, mas é muito mais fácil de jogar".
A filosofia de design de Miyamoto era incluir mais detalhes que os jogos anteriores, usando o poder do Nintendo 64 para apresentar "todas as emoções dos personagens". Ele comparou o estilo do jogo a um desenho animado interativo em 3D. Alguns detalhes foram inspirados na vida pessoal dos desenvolvedores; por exemplo, os Boos são baseados na esposa do co-diretor Takashi Tezuka, que, como Miyamoto explicou, "fica muito quieta normalmente, mas um dia ela explodiu, enlouquecida por todo o tempo que Tezuka passava no trabalho". No jogo, os Boos encolhem quando Mario olha para eles, mas quando ele se afasta, eles se tornam grandes e ameaçadores.
Super Mario 64 apresenta mais quebra-cabeças do que os jogos anteriores da franquia. Foi desenvolvido simultaneamente com The Legend of Zelda: Ocarina of Time, mas como Ocarina of Time foi lançado mais de dois anos depois, alguns quebra-cabeças foram feitos exclusivamente para Super Mario 64. Informações sobre o jogo vazaram em novembro de 1995 e uma versão jogável do mesmo foi apresentada dias depois como parte da estreia do Nintendo 64 (então conhecido como "Ultra 64") na Nintendo Space World. Nesse ponto, os controles básicos haviam sido implementados e o jogo estava 50% concluído, apresentando 32 fases, embora apenas cerca de 2% do mapeamento estivesse completo. Miyamoto esperava criar mais fases, mas apenas 15 delas poderiam caber no cartucho.
Segundo Howard Lincoln, presidente da Nintendo of America, o desejo de Miyamoto de acrescentar mais ao jogo foi um fator importante na decisão de adiar o lançamento do Nintendo 64 do Natal de 1995 a abril de 1996. O presidente da Nintendo, Hiroshi Yamauchi, comentou mais tarde: "Os desenvolvedores podem terminar os jogos rapidamente e se comprometem. Mas os usuários têm olhos aguçados. Eles logo sabem se os jogos estão comprometidos. [Shigeru Miyamoto] pediu mais dois meses e eu os dei incondicionalmente".
A trilha sonora foi composta pelo veterano compositor Koji Kondo, que criou novas interpretações das melodias familiares dos jogos anteriores, bem como material inteiramente novo. Super Mario 64 foi um dos primeiros jogos da série a apresentar Charles Martinet como a voz de Mario. Ele também apresenta as vozes de Leslie Swan (então editora sênior da Nintendo Power) como a princesa Peach.

## Recepção
Super Mario 64 recebeu uma ampla aclamação da crítica e é o jogo mais vendido do Nintendo 64. Durante os três primeiros meses de 1997, foi o segundo jogo de console mais vendido nos Estados Unidos, com vendas de 523.000 unidades no período. Na Milia Festival de 1999, em Cannes, o jogo levou para casa um prêmio "Gold" por receitas acima de 21 milhões de euros na União Européia durante o ano anterior. Até maio de 2003, onze milhões de cópias do jogo haviam sido vendidas mundialmente. Super Mario 64 tinha se tornado o segundo jogo mais popular no serviço Virtual Console do Wii até junho de 2007, atrás somente de Super Mario Bros.
O jogo foi elogiado pela mídia e até os dias de hoje é altamente aclamado. Ele recebeu vários prêmios, incluindo muitos de "Jogo do Ano" por diversas publicações. Além disso, Super Mario 64 foi colocado no topo de listas de "melhores jogos de todos os tempos" por muitas publicações, incluindo IGN, Game Informer, Edge, Yahoo! Games e Nintendo Power. A Electronic Gaming Monthly concedeu ao jogo um prêmio "Gold" em sua análise inicial e, pela revista Edge, Super Mario 64 foi o primeiro jogo da história a receber uma pontuação perfeita. Na Computer Game Developers Conference de 1997, o jogo recebeu três Spotlight Awards: "Melhor Inovação e Tecnologia", "Melhor Jogo de Console" e "Jogo do Ano". Ganhou o prêmio de "Jogo do Ano" pela Electronic Gaming Monthly através da escolha dos editores e escolha dos leitores, bem como "Jogo de Nintendo 64 do Ano", "Jogo de Aventura do Ano" e "Melhores Gráficos". A revista britânica Maximum concedeu o prêmio de "Jogo do Mês", tornando-o o único jogo importado a ganhar essa honra (já que Super Mario 64 ainda não havia sido lançado fora do Japão) e atestou que ele era o melhor jogo que a revista já havia revisado. A Game Informer avaliou inicialmente o jogo com um 9.75/10, mas o classificou novamente com um 9/10 uma década depois em uma "Retro Review". A revista japonesa Famitsu pontuou Super Mario 64 com um 39/40. A GamePro deu uma pontuação perfeita (5/5) ao jogo em todas as categorias (Fator Diversão, Controles, Sons e Gráficos).
Os elogios comuns se concentravam na apresentação, enquanto as críticas foram direcionadas ao sistema de câmeras. A Nintendo Power elogiou os gráficos, o som e a jogabilidade, mas criticou o deslocamento do ângulo de câmera. A Next Generation elogiou muitos aspectos do jogo: trilha sonora, gráficos, falta de tela de carregamento e a sua escala, apesar de ter comentado que o jogo é menos acessível que os títulos anteriores da série Super Mario, citando os erros ocasionais e erráticos da movimentação e a falta de ângulo ideal da câmera como "frustrantes". A GamePro elogiou particularmente a combinação de desempenho técnico sem precedentes e design artístico cativante, chamando-o de "o jogo mais visualmente impressionante de todos os tempos". A Maximum considerou que os pontos mais fortes do jogo eram seu senso de liberdade e o fato de que revisitar fases revela novas áreas e desafios.
Jornalistas e desenvolvedoras de jogos eletrônicos elogiaram Super Mario 64 pelo seu design e uso da jogabilidade em 3D. A 1UP.com considerou-o como um dos primeiros jogos a trazer uma série de jogos em 2D para o 3D completo. A Maximum comentou que "O antigo gênero de plataforma 2D está essencialmente morto com a chegada deste jogo. As limitações inerentes ao gênero foram varridas em Mario 64". Na transição para o 3D, muitas das convenções da série foram repensadas drasticamente, enfatizando a exploração sobre o salto em plataforma tradicional. Embora sua qualidade tenha sido contestada por alguns, foi argumentado que ele estabeleceu um gênero totalmente novo, diferente dos jogos anteriores da série. A revista Time focou na animação cinética realista e nos controles fornecidos pela integração do novo controle sensível à pressão, chamando-o de uma "ação de jogo mais rápida e suave" onde, pela primeira vez, "o movimento na tela parece real".
Na mesma edição em que eles revisaram o jogo, a Next Generation classificou-o em número 1 na sua lista dos "100 melhores jogos de todos os tempos". A revista explicou da seguinte maneira: "Super Mario 64 é o primeiro jogo verdadeiramente em 3D a se jogar tão bem quanto os jogos em 2D da era dos 16 bits. [...] Como tal, representa a nova marca de destaque tanto na sofisticação gráfica quanto na jogabilidade". A GameSpot o nomeou como um dos "15 jogos mais influentes de todos os tempos" e pontuou a versão de Nintendo 64 com um 9.4/10 e a versão de Virtual Console com um 8/10. A Game Informer comentou que, mesmo uma década depois, o jogo ainda oferece horas de entretenimento. Eles também comentaram sobre o sistema de câmeras, afirmando que, pelos padrões atuais, esse sistema "seria considerado quase quebrado". Uma análise retrospectiva da Game Revolution se referiu aos gráficos como "bonitos", mas criticou os ângulos de câmera, dizendo que "não funcionam tão bem quanto deveriam".
O jogo foi colocado em 6º lugar na lista dos "100 maiores jogos da Nintendo de todos os tempos" da Official Nintendo Magazine. Em 2009, a Game Informer colocou Super Mario 64 em 13º lugar na sua lista dos "200 melhores jogos de todos os tempos". A Official Nintendo Magazine referiu o jogo como uma "obra-prima do design de jogos", afirmando que a Nintendo conseguiu pegar sua "franquia número um em 2D e convertê-la perfeitamente em 3D". Michael Grayford, da Liquid Entertainment, declarou que estava "muito desligado" na abertura do jogo pela primeira vez que o jogou. Depois de jogar mais tarde, ele ficou "muito satisfeito" e afirmou que "cada fase trazia algum elemento novo e legal da jogabilidade e eu nunca ficava entediado". Warren Spector, ex-designer-chefe da Ion Storm, afirmou que "era impossível juntar tanta jogabilidade e ação num só jogo" e "nenhum jogo jamais fez tal planejamento de metas, possibilitando ao jogador traçar planos antes de executá-los". Ele também elogiou o aspecto de exploração do jogo, comentando que "[permitir que os jogadores] explorem diversas vezes o mesmo cenário enquanto revela uma coisa nova a cada instante é incrível".

## Impacto e legado

Em vez de ficar atrás de Mario, a câmera gira ao seu redor para mostrar o caminho

Os críticos reconhecem Super Mario 64 como um dos principais contribuintes para a antecipação e sucesso inicial do Nintendo 64. Embora o sistema tenha sido inicialmente muito bem-sucedido, acabou perdendo grande parte de sua participação no mercado para o PlayStation, da Sony. A 1UP.com atribuiu esse declínio ao uso de cartuchos e ao design do controle do Nintendo 64, que foram implementados por Miyamoto especificamente para o Super Mario 64.
O jogo também estabeleceu muitos precedentes para as futuras desenvolvedoras de jogos de plataforma em 3D. A GameDaily listou-o como um dos mais influentes e afirmou que "definia a experiência do gênero de plataforma em 3D, influenciando vários designers a criarem suas próprias ideias originais". A GamesTM observou que muitas empresas de jogos, incluindo a Nintendo, tentaram desenvolver um jogo de plataforma para combinar com Super Mario 64. Os membros da Rare, uma desenvolvedora terceirizada da Nintendo durante os anos 90, refletiram em 2013 que, durante o desenvolvimento de Conker's Bad Fur Day, em 2001, eles originalmente haviam se inspirado na profunda análise da mecânica de jogo e câmeras de Super Mario 64: "Estávamos apenas copiando Mario, não estávamos? No qual, até hoje, ainda é a melhor câmera 3D".
Super Mario 64 é notável pelo seu senso de liberdade e não-linearidade. Um hub central, onde os controles podem ser aprendidos antes de entrar nas próprias fases, tem sido usado em muitos jogos de plataforma em 3D desde então. Além disso, o level design do jogo baseado em missões é uma inspiração para outros designers de jogos. Martin Hollis, que produziu e dirigiu GoldenEye 007 da Rare, disse que "a ideia para a enorme variedade de missões em uma única fase veio de Super Mario 64". Em 2012, Dan Houser, uma figura proeminente no desenvolvimento da série Grand Theft Auto, declarou: "Qualquer um que faz jogos em 3D e que diz que não pegaram alguma coisa emprestada de Mario ou Zelda [do Nintendo 64] está mentindo." Tetsuya Nomura, designer líder da Square Enix, declarou em 2016 que Super Mario 64 foi o ímpeto para a criação da série Kingdom Hearts.
Super Mario 64 é o primeiro jogo da história a possuir verdadeiramente uma câmera "livre" que pode ser controlada independentemente do contexto. A maioria dos jogos em 3D da época usavam uma perspectiva em primeira pessoa ou uma câmera posicionada fixamente em relação ao personagem ou da fase, embora alguns jogos, como Tom Raider e Quake usaram esse tipo de tecnologia, mas não próximo ao Super Mario 64. Para criar uma liberdade de exploração e controle mais fluido no mundo 3D, os designers criaram um sistema dinâmico no qual a câmera é operada pelo personagem Lakitu. O sistema de câmeras se tornaria o padrão para jogos de plataforma em 3D no futuro. A Nintendo Power afirmou que o esquema de controle da câmera é o que transformou os jogos de plataforma em três dimensões e que o jogo, junto com The Legend of Zelda: Ocarina of Time, "abriu caminhos" na era 3D. Junto com o controle da câmera, o título também inovou na mecânica de movimentação. A Edge afirmou que o jogo mudou "as expectativas dos jogadores em relação ao movimento 3D para sempre". A alavanca analógica do Nintendo 64 permite uma movimentação mais precisa e abrangente do que os D-pads digitais de outros consoles e Super Mario 64 usa isso de uma maneira que era única na época. Nesse tempo, os jogos em 3D geralmente permitiam controles nos quais o jogador podia controlar o personagem em relação a um ângulo fixo da câmera ou em relação à perspectiva do próprio personagem. Os controles de Super Mario 64 são totalmente analógicos e interpretam uma amplitude de movimentação em 360 graus na navegação através de um espaço 3D em relação à câmera. A alavanca analógica também permite um controle preciso sobre sutilezas, como a velocidade com que Mario corre. Super Mario 64 foi um dos primeiros jogos a implementar o sistema.
Devido à popularidade do jogo, rumores sobre glitches e segredos se espalharam rapidamente após o seu lançamento. Um boato comum era de que Luigi era um personagem secreto no jogo, alimentado por símbolos ilegíveis no pátio do castelo que se pareciam com o texto "L is real 2401". Essa mesma textura reapareceria em The Legend of Zelda: Ocarina of Time em uma placa na Dodongo's Cavern. A IGN recebeu tantas perguntas e supostos métodos para desbloquear Luigi que a equipe ofereceu uma recompensa de 100 dólares ao primeiro que pudesse provar que Luigi estava no jogo. O número de códigos falsos submetidos a IGN caiu drasticamente, pois a inclusão de Luigi provou ser um mito. A edição de 1998 do Dia da Mentira da Nintendo Power afirma que a frase enigmática seria discutida na inexistente página 128 e também apresenta um artigo cômico, "Luigi 64", comentando com humor o boato.
Vários jogadores descobriram moedas que eram impossíveis de obter sem glitches no jogo. Scott Buchanan, sob o pseudônimo pannenkoek2012, conseguiu coletar uma dessas moedas em 2014 sem a ajuda de ferramentas e também criou conteúdo sobre a mecânica de programação do jogo. Super Mario 64 também tem sido amplamente usado como um motor de jogo para fins de machinima, desde 2006. Até a Machinima, Inc. ser descontinuada abruptamente em janeiro de 2019, vários machinimas usando o jogo haviam sido licenciados, atingindo milhões de visualizações em 2011. Ainda podem ser vistos grandes exemplos de uso em plataformas de compartilhamento de vídeos, como o YouTube.
Em 5 de maio de 2011, Super Mario 64 foi selecionado como um dos 80 jogos a serem exibidos na Smithsonian American Art Museum como parte da exibição "The Art of Video Games", que foi aberta em 16 de março de 2012.

### Relançamentos e recriações
Uma versão do jogo original para o Nintendo 64 DD foi criada apenas para demonstração do desempenho do periférico na feira comercial Nintendo Space World de 1996. Howard Lincoln, presidente da Nintendo of America, explicou: "Super Mario 64 está rodando no 64DD agora. De início eles não mostrariam nada no 64DD, mas decidiram no último minuto ter um jogo que as pessoas reconhecessem".
Assim como Wave Race 64, Super Mario 64 foi relançado no Japão em 18 de julho de 1997, como Super Mario 64 Shindō Pak Taiō Version (スーパーマリオ64 振動パック対応バージョン). Esta versão adiciona suporte ao periférico Rumble Pak da Nintendo e inclui a dublagem da versão em inglês. Em 1998, Super Mario 64 foi relançado na Europa e América do Norte como parte da linha Player's Choice, uma seleção de jogos comercialmente bem-sucedidos vendidos por um preço reduzido. O jogo foi lançado mais tarde no serviço Virtual Console do Wii nos Estados Unidos em 19 de novembro de 2006 e em outros territórios nas semanas seguintes. Esta versão adiciona compatibilidade com os controles do Nintendo GameCube e Classic e aprimora a resolução para 480p. A versão Shindou foi relançada em setembro de 2020 para Nintendo Switch como parte da coleção Super Mario 3D All-Stars.
Uma recriação aprimorada para o Nintendo DS, chamada Super Mario 64 DS, esteve disponível no lançamento do sistema portátil em 2004. Yoshi, Luigi e Wario são personagens jogáveis adicionais e o jogo apresenta gráficos aprimorados, fases ligeiramente alteradas, minijogos com tela sensível ao toque e um modo multijogador. Além disso, a quantidade de estrelas aumentou de 120 para 150. A recepção foi positiva e, até março de 2008, 6,12 milhões de cópias de Super Mario 64 DS haviam sido vendidas em todo o mundo. Em 2015, uma recriação feita por fãs de Super Mario 64 foi criada no Unity, chamada Super Mario 64 HD. O projeto foi posteriormente retirado de circulação devido a uma reivindicação de direitos autorais da Nintendo.

### Influência em jogos posteriores
Uma sequência direta provisoriamente intitulada Super Mario 64 2 foi planejada para o Nintendo 64DD. Em julho de 1996, os membros da Nintendo declararam que Miyamoto estava montando uma equipe para trabalhar em uma sequência de Super Mario 64, consistindo principalmente de desenvolvedores que haviam trabalhado no título original. Miyamoto mencionou na convenção da E3 1997 que estava "apenas começando" o projeto. Em maio de 1999, Super Mario 64 2 foi anunciado que seria lançado no final daquele ano; no entanto, o jogo foi cancelado devido ao fracasso comercial do 64DD, bem como à falta de progresso no desenvolvimento do jogo.
Em vez disso, Super Mario 64 foi sucedido por outros jogos em 3D de Mario nas plataformas seguintes da Nintendo, como Super Mario Sunshine para o GameCube e Super Mario Galaxy para o Wii. Esses jogos foram desenvolvidos com base no design principal dos itens de aprimoramento e jogabilidade aberta de Super Mario 64. Super Mario Galaxy 2 apresenta uma recriação da fase Whomp's Fortress de Mario 64. Jogos em 3D lançados posteriormente, como Super Mario 3D Land e Super Mario 3D World, mantiveram muitos dos principais elementos de jogabilidade de Super Mario 64, mas se afastaram do design aberto do jogo e se concentraram mais no conceito de plataforma que lembra os antigos jogos em 2D. Super Mario Odyssey, do Nintendo Switch, retornou ao design aberto de Super Mario 64.